# Nicolas Mathieu (écrivain)
Pour les articles homonymes, voir Mathieu et Nicolas Mathieu.
Œuvres principales
- Aux animaux la guerre
- Leurs enfants après eux
- Connemara

Nicolas Mathieu, né le 2 juin 1978 à Épinal dans les Vosges, est un écrivain français. Son roman Leurs enfants après eux, publié en 2018, est récompensé par le prix Goncourt la même année. Ses romans se situent principalement dans la région Lorraine  et son œuvre aborde notamment les conséquences de la désindustrialisation sur la classe ouvrière française et les rapports entre classes sociales, mais aussi les tourments de l'adolescence.

## Biographie
Nicolas Mathieu passe son enfance à Golbey, commune limitrophe d'Épinal dans les Vosges, dans le quartier pavillonnaire Jeanne-d'Arc. Il est issu de la petite classe moyenne (mère comptable, père électro-mécanicien), et scolarisé dans l’enseignement privé catholique. 
Il écrit un premier roman, non publié , vers l'âge de vingt ans, qu'il a plusieurs fois décrit très négativement comme « une purge narcissique »,,.
Il rédige un mémoire universitaire de maîtrise en arts du spectacle à l'université de Metz intitulé « Terrence Malick : portrait d'un cinéaste en philosophe », sous la direction de Jean-Marc Leveratto. 
Il travaille ensuite notamment comme journaliste pour un site internet d'information en ligne, comme greffier de réunions de comités d'entreprise. Il a plusieurs fois commenté l'impact de cette expérience professionnelle sur son écriture. « Le conflit social métabolisé dans un comité d’entreprise entre une direction et des représentants du personnel, cela m’a remis parmi les hommes, les corps, les fonctionnements psychiques d’où je venais, et je me suis dit peut-être que c’est ça que je devais raconter : ce que je connais. Ne plus écrire pour m’arracher à mon monde mais pour le raconter de l’intérieur ».
Après une expérience au service communication de la ville de Paris, où il fait un burn-out, il quitte la capitale pour s'installer à Nancy. Il travaille notamment pour l’association de surveillance de la qualité de l’air Atmo pour laquelle il rédige des discours et dont il anime le site Internet institutionnel. 
Ses influences littéraires incluent Louis-Ferdinand Céline et Annie Ernaux.
Son premier roman publié, Aux animaux la guerre, paraît en 2014 et remporte la même année le prix Erckmann-Chatrian et le prix Transfuge du meilleur espoir Polar, puis, en 2015, le prix Mystère de la critique et le prix du roman du Festival du goéland masqué. Il est adapté à la télévision pour France 3, dans une série éponyme. 
Nicolas Mathieu obtient le prix Goncourt le 7 novembre 2018 pour son deuxième roman, Leurs enfants après eux, paru en août 2018. La même année, il est également lauréat, pour le même roman, du prix du deuxième roman Alain-Spiess « Le Central », du prix Blù Jean-Marc Roberts et du prix Feuille d'or de la ville de Nancy–prix des médias France Bleu-France 3-L'Est républicain. Le roman est traduit en une vingtaine de langues. Il est également adapté au théâtre et au cinéma en 2024.
En 2022 paraît son roman Connemara, toujours chez Actes sud. Nicolas Mathieu y fait le portrait croisé d'une « histoire d'amour complexe », celle d'Hélène et Christophe, quadragénaires originaires de la même ville des Vosges qui se retrouvent après des existences bien différentes. Le titre du roman est une référence à la chanson Les Lacs du Connemara de Michel Sardou. Nicolas Mathieu justifie ce choix par le fait que « cette chanson nous est commune et en même temps selon qu'on l'écoute dans des mariages ou à la fin d'une fête de grande école de commerce, ce n'est pas le même monde. On ne l'écoute pas au même degré. » Le roman aborde en particulier le thème des cabinets de conseil  (milieu professionnel du personnage d'Hélène), précédant sans le savoir la polémique autour de l'affaire McKinsey ; il explique avoir rencontré beaucoup de consultants dans la phase préparatoire du roman.
En 2023, il s'indigne contre l'interdiction de la vente aux mineurs du livre érotique Bien trop petit de Manu Causse, sur décision de Gérald Darmanin. En réaction, il coordonne via ses réseaux sociaux (notamment Instagram) un appel à textes et témoignages sur les émois érotiques éprouvés grâce à la littérature à l'âge adolescent, sous le hashtag « #WhenIWas15 ». Ces textes sont publiés aux éditions Thierry Magnier, dans un recueil incluant un texte de Nicolas Mathieu.
En 2024, il publie un recueil de poésie et de textes courts intitulé Le ciel ouvert,,.
Nicolas Mathieu est également connu pour être actif sur les réseaux sociaux, notamment Instagram, où il publie régulièrement des textes courts. Le journal Le Monde le décrit comme « un des écrivains les plus présents sur la Toile ».

## Engagements
Nicolas Mathieu est engagé à gauche.
Le journal Libération le décrit comme un « opposant acharné » à Emmanuel Macron, et comme « antimacroniste bien avant la naissance du macronisme ». Paradoxalement, ces livres sont néanmoins appréciés par les élus macronistes, selon plusieurs articles de presse,.
En 2022, il exprime sa « sympathie » pour Fabien Roussel, sans pour autant le soutenir formellement.
Il soutient notamment en 2023 le mouvement contre le projet sur les retraites, notamment en cosignant une tribune rédigée par un collectif de près de 300 personnes du monde de la culture parue dans le quotidien Libération le 23 mars 2023. Il rédige par ailleurs, sur le même sujet, un texte paru dans Mediapart le 18 mars 2023, « Savez-vous quelle réserve de rage vous venez de libérer ? », dans lequel il s’adresse à Emmanuel Macron et à son gouvernement,.
Il dénonce avec d'autres écrivains dans une tribune en mai 2025 le « génocide » de la population à Gaza et demande « un cessez-le-feu immédiat ».

## Vie privée
En 2013, l'écrivain a un fils prénommé Oscar, à qui il dédie notamment son ouvrage Leurs enfants après eux (2018), récompensé par le prix Goncourt, avec une femme dont il se sépare ultérieurement.
En mars 2024, un article de Paris Match annonce une idylle entre Nicolas Mathieu et Charlotte Casiraghi. Dans Le Nouvel Obs, l'écrivain Aurélien Bellanger qualifie cette information de « gag littéraire de l'année ». Le Monde évoque au second degré des « fans éplorés » et Libération une idylle « incongrue », « qui interroge ». Paris Match la présente comme « l'attrait des contraires ». Interrogé à ce sujet par la journaliste Julie Gacon pour la BnF et France Culture, Nicolas Mathieu déclare : « Une histoire d'amour ce n'est pas un transfert d'équipe de foot : vous ne changez pas de maillot, de salaire et de convictions du jour au lendemain. ».

## Œuvre

### Romans
- Aux animaux la guerre, Actes Sud, coll. « Actes noirs », 2014, 369 p. (ISBN 978-2-330-03037-7). Réédition Actes Sud, collection Babel noir, no 147, 448 p.  (ISBN 978-2-330-05864-7).
- Leurs enfants après eux, Actes Sud, coll. « Domaine français », 2018, 432 p. (ISBN 978-2-330-10871-7). Réédition Actes Sud, collection Babel, no 1705  (ISBN 978-2-330-13917-9).
- Connemara, Actes Sud, coll. « Domaine français », 2022, 400 p. (ISBN 978-2-330-15970-2). Réédition Actes Sud, collection Babel, no 1878  (ISBN 978-2-330-17899-4).

### Nouvelles
- Paris-Colmar, illustré par Florent Chavouet, Le Monde/SNCF, coll. « Les Petits Polars du Monde », 2015, 78 p.  (ISBN 978-2-36156-209-0). Réédition dans une version revue et corrigée sous le titre La Retraite du juge Wagner dans Rose Royal suivi de La Retraite du juge Wagner, Actes Sud, collection Babel no 1749, 144 p  (ISBN 978-2-330-14997-0).
- La Fille aux seins nus dans Schnaps! no 1, juin 2017.
- Portrait d'une femme en jaune dans Gilets jaunes, pour un nouvel horizon social, Au Diable Vauvert, 2019.
- Rose Royal, Les éditions in8, 2019, 80 p.  (ISBN 978-2-36224-098-0). Réédition sous le titre Rose Royal suivi de La Retraite du Juge Wagner, Actes Sud, collection Babel no 1749, 144 p.  (ISBN 978-2-330-14997-0).
- Un texte sans titre en ouverture de #Wheniwas15, éditions Thierry Magnier, collection Hors collection, 2023, 176 p.  (ISBN 979-1035206994).

### Albums illustrés pour la jeunesse
- La Grande école, illustré par Pierre-Henry Gomont, Actes Sud Junior, 2020, 32 p.  (ISBN 978-2-330-14193-6)
- Le Secret des parents, illustré par Pierre-Henry Gomont, Actes Sud Junior, 2021, 32 p.  (ISBN 978-2-330-15521-6)
- Papa, illustré par Stéphane Kiehl, Actes Sud Junior, 2022, 32 p.  (ISBN 978-2-330-16286-3)

### Poésie
- Jamais je ne t’avais vue plus simple dans Schnaps! n°4, juillet 2019.

### Récit photographique
- avec Jérôme Sessini (photographies) et Tendance floue (photographies), Les Vies qu'on mène, Le Bec en l'air, 2022, 256 p. (ISBN 978-2-36744-162-7)

### Recueil de textes (autofiction)
- Le ciel ouvert, illustré par Aline Zalko, Actes Sud, février 2024, 128 p.  (ISBN 978-2-3301-8549-7)

### Entretien
- Nicolas Mathieu, un écrivain au travail, entretien avec Richard Gaitet, Editions Points, Collection Points Documents, 2023, 144 p.  (ISBN 9782757897287).

### Préfaces
- Louis de Funès de Clémentine Deroudille, Editions Flammarion, 2019, 192 p.  (ISBN 9782081490963).
- Nos campagnes suspendues de Salomé Berlioux, Editions de l'Observatoire, 2020, 206 p.  (ISBN 979-10-329-1521-9).
- #Wheniwas15, Editions Thierry Magnier, collection Hors collection, 2023, 176 p.  (ISBN 979-1035206994).

## Prix
- Prix Erckmann-Chatrian 2014 pour Aux animaux la guerre[49]
- Prix Mystère de la critique 2015 pour Aux animaux la guerre[50]
- Prix Goncourt 2018 pour Leurs enfants après eux

## Entretiens
- Bookmakers, avec Richard Gaitet sur Arte Radio[51]